# Denise Coates
Pour les articles homonymes, voir Coates.
Denise Coates (née le 26 septembre 1967) est une femme d'affaires et milliardaire britannique, fondatrice, actionnaire majoritaire et co-directrice générale de la société de jeux en ligne Bet365 (en).
En octobre 2019, le  magazine Forbes estimait la fortune nette de Coates à 12,2 milliards de dollars. En 2020, elle a gagné un salaire de 422 millions de livres sterling et des dividendes de 48 millions de livres sterling. En 2021 et depuis plusieurs années, elle est la directrice générale la mieux payée de Grande-Bretagne, et est l'une des femmes les plus riches du pays selon la liste Sunday Times Rich.

## Jeunesse
Denise Coates est la fille aînée de Peter Coates, président Stoke City FC et administrateur de Bet365. Elle a obtenu un diplôme de première classe en économétrie à l'université de Sheffield.

## Carrière dans les affaires
Pendant ses études, Coates a commencé à travailler dans le département des caisses de Provincial Racing, une entreprise de bookmakers appartenant à sa famille. Après avoir quitté l'université, elle a continué à travailler chez Provincial Racing, en tant que comptable. Par la suite, en 1995, Coates est devenu directrice générale de la petite chaîne de magasins. Cette même année, elle a obtenu un prêt de Barclays pour acquérir une chaîne voisine.

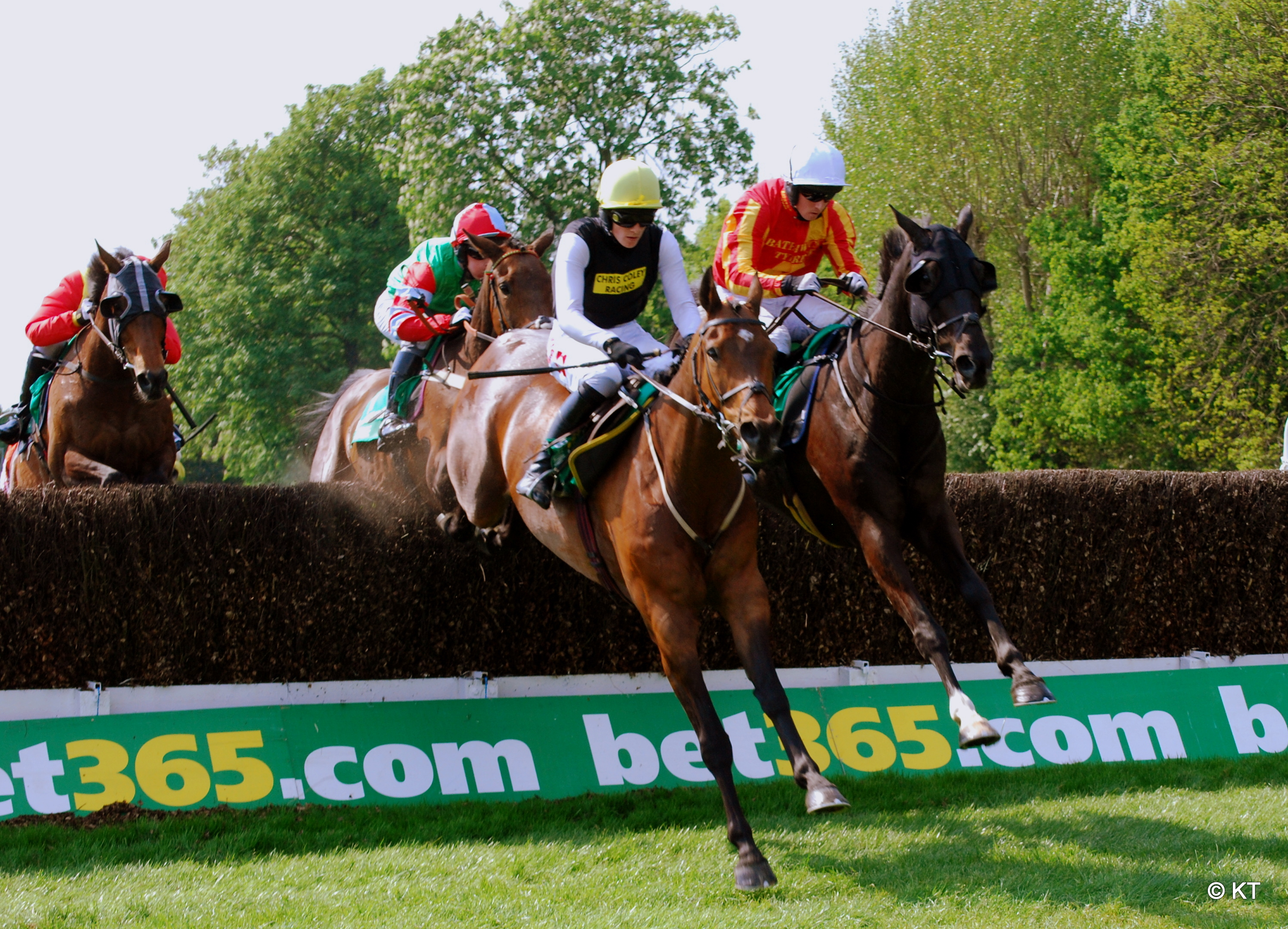
Bet365 Gold Cup à Sandown en avril 2011

## Bet365
En janvier 2000, Coates a acheté le nom de domaine Bet365.com et le site de paris en ligne a été lancé en 2001. L'entreprise a emprunté 15 millions de livres sterling à la banque RBS, gageant les réseaux de boutique de paris de la famille. En 2005, ces magasins ont été vendus à Coral pour 40 millions de livres, ce qui permit à Coates de rembourser le prêt à RBS.
Depuis 2016, Bet365 est l'une des plus grandes sociétés mondiales de jeux d'argent en ligne, avec 2 milliards de dollars de revenus et gérant 45 milliards de dollars de paris annuellement. La société détient également une participation majoritaire dans le club de football de Stoke City. En 2015, Bet365 déménagea son siège social de Stoke à Gibraltar en raison d'une réglementation plus favorable. Coates dirige toujours l'entreprise aux côtés de son frère et co-PDG, John Coates.
Coates est l'actionnaire majoritaire avec 50,01% de Bet365. Sa fortune personnelle est estimée à 12 milliards de dollars, en décembre 2019.
En 2017, Coates fut critiquée pour s'être payée 217 millions de livres sterling, Mike Dixon, Président de l'association caritative luttant contre les dépendances Addaction, déclarant : « Il ne peut pas être juste que le PDG d'une société de paris soit payé 22 fois plus que ce que l'ensemble de l'industrie donne [pour le traitement des personnes dépendantes au jeu] ». En 2018, il fut annoncé que son salaire était passé à 265 millions de livres sterling, environ 9500 fois plus que le salaire moyen au Royaume-Uni. Luke Hildyard du High Pay Center commenta alors : « De toute évidence, les personnes qui créent des entreprises prospères doivent être récompensées pour leur travail acharné, mais c'est une somme d'argent obscène pour quelqu'un qui est déjà milliardaire. C'est bizarre de penser que quelqu'un d'aussi riche voudrait mettre la main sur encore plus, plutôt que de le mettre dans quelque chose de plus utile ». Son salaire de 421 millions de livres sterling en 2020 était 50% plus élevé qu'en 2019 et supérieur à celui de tous les PDG de l' indice FTSE 100 réunis .

## Fondation Denise Coates
Coates a créé la Fondation Bet365 en août 2012. En février 2016, elle fut renommée Denise Coates Foundation. C'est un organisme de bienfaisance  enregistré selon la loi anglaise. À L'organisation a fait don de 100 millions de livres sterling à vingt organismes de bienfaisance britanniques en 2014.
Les organismes de bienfaisance qui ont reçu des fonds comprennent Oxfam, CAFOD, le Douglas Macmillan Hospice pour les personnes atteintes de cancer à Stoke et des programmes de secours pour les victimes prises à la suite du typhon Haiyan aux Philippines . Des bourses universitaires et des dons à des théâtres ont également été accordés,.
La Fondation a promis 230 000 £ au St Joseph's College, à Trent Vale, pour le travail de l'école visant à aider les jeunes vulnérables à Bo, en Sierra Leone .
En mars 2020, la fondation a accordé 235 000 £ au New Vic Theatre de Newcastle-under-Lyme pour des travaux de rénovation et de réaménagement essentiels ,
En avril 2020, Coates a fait don de 10 millions de livres sterling par l'intermédiaire de sa fondation aux hôpitaux universitaires de North Midlands pour soutenir le personnel luttant contre le coronavirus.

## Vie privée
Coates est mariée à Richard Smith, et ils vivent à Betchton près de Sandbach, Cheshire,. Elle conduit une Aston Martin avec des plaques d'immatriculation personnalisées portant ses initiales.
Le couple a cinq enfants, dont quatre qui auraient été « récemment adoptés d'une même famille » fin 2013 ou début 2014,.

## Distinctions et récompenses
En janvier 2012, Denise Coates a été nommée Commandeur de l'Ordre de l'Empire britannique (CBE) pour ses services à la communauté et aux entreprises. En 2012, elle a reçu un doctorat honorifique de l'Université du Staffordshire.
En 2013, elle a été nommée l'une des 100 femmes les plus puissantes du Royaume-Uni par Woman's Hour sur BBC Radio 4.
En 2019, Denise Coates a été intronisée au Temple de la renommée des paris sportifs géré par la communauté des paris sportifs (SBC) pour son leadership dans l'industrie du jeu.